# 2854 Rawson
2854 Rawson је астероид главног астероидног појаса са средњом удаљеношћу од Сунца која износи 2,205 астрономских јединица (АЈ).
Апсолутна магнитуда астероида је 13,2.